# Geórgios Zaniás
Geórgios « Yórgos » Zaniás ( grec moderne : Γεώργιος «Γιώργος» Ζανιάς), souvent anglicisé en George P. Zanias (Γιώργος Π. Ζανιάς), né le 16 août 1955 à Orchomène, est une personnalité politique. Il est ministre des Finances en Grèce. En juin 2012, il est prévu qu'il soit remplacé par Vassílis Rápanos. Au lieu de cela, il est remplacé par l'économiste Ioánnis Stournáras.
Zaniás est l'un des principaux négociateurs du plan de sauvetage de la Grèce en 2011-2012. 

## Carrière
Zaniás est professeur d'économie à l'université d'économie et de commerce d'Athènes, où il est directeur du département des études économiques internationales et européennes. Il a précédemment occupé des postes académiques aux universités d'Oxford, de Crète et à l'Université agricole d'Athènes. 
Il est diplômé de l'Université d'économie et des affaires d'Athènes avec un B.Sc. en économie et a obtenu sa maîtrise de l’Université de Reading en Angleterre et son Ph.D. en économie de l'Université d'Oxford. 

## Nominations
Il occupe de nombreux postes au sein du gouvernement grec et occupe actuellement le poste de ministre des Finances. Il devient ministre le 17 mai 2012. 
Auparavant, M. Zaniás est Secrétaire général du Ministère de l'économie et des finances de 2001 à 2004, Président et Directeur scientifique du Centre de planification et de recherche économique, Président du Conseil des conseillers économiques du Ministère de l'économie et des finances, Membre du Comité exécutif des bourses grecques. Il a été expert auprès de la Banque mondiale, de la Commission européenne et des Nations Unies. 